# Кодзоев, Нурдин Даутович
Нурдин Даутович Кодзоев (ингуш. Коазой Дауда Нурдин; 16 марта 1961, Кантышево, Чечено-Ингушская АССР — 3 июня 2022) — российский ингушский историк, археолог и писатель, кандидат исторических наук, заведующий отделом истории Ингушетии Ингушского научно-исследовательского института гуманитарных наук, научный сотрудник Археологического центра имени Е. И. Крупнова, директор Ингушского музея краеведения, ответственный редактор монографии «История Ингушетии» (2011).

## Биография
Родился 16 марта 1961 года в селе Кантышево Назрановского района Чечено-Ингушской АССР. В 1978 году окончил среднюю школу № 1 в Назрани.
В 1979 году поступил на исторический факультет Томского государственного университета. В 1984 году перевёлся на заочное отделение исторического факультета Чечено-Ингушского государственного университета (ЧИГУ; сейчас Чеченский государственный университет) в Грозном, окончил его в 1988 году. Имеет учёную степень кандидата исторических наук.
В 1984—1986 годах проходил срочную службу в Вооружённых силах СССР в стройбате в Петрозаводске Карельской АССР.
В 1984 году и в 1986—1989 годах преподавал историю в восьмилетней школе в Альтиево (сейчас административный округ Назрани) и в школе-гимназии № 1 в Назрани.
В 1994 году опубликовал статью «Магас — город магалонов» в газете «Ингушетия», в которой предложил для новой столицы Ингушетии название Магас в честь столицы древней Алании. Это предложение было принято руководством Ингушетии и новую столицу назвали Магасом.
С 2004 года работал в Ингушском научно-исследовательском институте гуманитарных наук, занимал должности заведующего отделом истории Ингушетии, заведующего отделом древней и средневековой истории
Ингушетии и заведующего сектором историко-культурного наследия Ингушетии при отделе истории Ингушетии.
Являлся директором Ингушского музея краеведения, директором Фонда поддержки науки и культуры ингушей, научным сотрудником Археологического центра имени Е. И. Крупнова в Назрани. Работал литературным сотрудником детского журнала «СелаIад» («Радуга)», начальником отдела Инспекции по охране памятников при Министерстве культуры Ингушетии, корреспондентом газет «Ингушетия» и «Голос Назрани», преподавателем истории России в Малгобекском представительстве Современной гуманитарной академии, преподавателем истории Ингушетии и обычного права народов Кавказа в Назрановском филиале Северо-Кавказского технического университета.
Проживал в Магасе. Умер 3 июня 2022 года, похоронен в Кантышево.

## Деятельность
Сфера научных интересов — древняя и средневековая история ингушей.
Является автором более 200 научных работ по истории, языку и культуре Ингушетии, Кавказа и России, а также ответственным редактором более 100 научных работ. Является ответственным редактором и одним из авторов монографии «История Ингушетии» (2011), соавтором коллективной монографии «Ингуши» из серии «Народы и культуры» и сборника сказаний и героико-эпических песен «Нартский эпос ингушей».
Является составителем словарей с ингушским языком: «Ингушско-русский словарь терминов», «Ингушско-русский и русско-ингушский словарь терминов», словарь «Астрономические термины» и «Словарь компьютерных терминов».
Принимал участие в археологических раскопках на территории Магаса, Назрани, Карабулака, а также Назрановского и Сунженского районов.
Писал стихи и детские книги на ингушском языке, публиковался в альманахе «Лоаман Iуйре» (с ингуш. — «Утро гор»), журналах «Литературни ГIалгIайче» («Литературная Ингушетия») и «СелаIад» («Радуга»).
Написал около 50 картин.

## Награды и признание
- член Союза журналистов России (1997)
- член Союза писателей Ингушетии
- член Союза писателей России (2002)
- член Литературного фонда России (2003)
- Заслуженный деятель науки Республики Ингушетия (2005)
- член Союза художников Ингушетии
- почётный гражданин Назрани
- почётный гражданин Магаса

## Критика
С. М. Перевалов, старший научный сотрудник Отдела истории и этнографии Кавказа Северо-Осетинского института гуманитарных и социальных исследований, в отзыве на учебник «История ингушского народа: С древнейших времен до конца XIX века» для 7-9 классов критикует Кодзоева за ненаучный метод ретроспективного поиска предков, стремление «аланизировать» прошлое ингушского народа и этноцентрическое видение истории и называет учебник «типичным образцом современных „национальных“ историй в постсоветских и российских республиках, озабоченных поиском своего места в истории».